# Johann Gottfried Gruber
Johann Gottfried Gruber (Naumburg, 29 de novembro de 1774 - Halle, 7 de agosto de 1851), foi um crítico literário alemão.

## Biografia
Gruber nasceu em Naumburg, no Saale, no eleitorado da Saxônia.
Ele recebeu sua educação na escola municipal de Naumburg e na Universidade de Leipzig, após a qual residiu sucessivamente em Göttingen, Leipzig, Jena e Weimar, ocupando-se em parte no ensino e em parte em várias empresas literárias, e desfrutando em Weimar da amizade de Herder, Wieland e Goethe.
Em 1811 foi nomeado professor da Universidade de Wittenberg e, após a divisão da Saxônia, foi enviado pelo Senado a Berlim para negociar a união da Universidade de Wittenberg com a de Halle. Depois que a união foi efetivada, ele se tornou em 1815 professor de filosofia em Halle. Foi associado a Johann Samuel Ersch na redação da grande obra Allgemeine Encyclopädie der Wissenschaften und Künste; e após a morte de Ersch, ele continuou a primeira seção do vol. xviii. para vol. liv. Ele também conseguiu Ersch na editoria da Allgemeine Literaturzeitung.
Gruber foi o autor de um grande número de obras, as principais das quais são Charakteristik Herders (Leipzig, 1805), em conjunto com Johann TL Danz (1769-1851), posteriormente professor de teologia em Jena; Geschichte des menschlichen Geschlechts (2 vols, Leipzig, 1806); Wörterbuch der altklassischen Mythologie (3 vols, Weimar, 1810–1815); uma vida de Christoph Martin Wieland (Wielands Leben, 2 partes, Weimar, 1815–1816) e de Friedrich Gottlieb Klopstock (Klopstocks Leben, Weimar, 1832). Ele também editou as obras coletadas de Wieland (Wielands sämmtliche Werke, Leipzig, 1818-1828).